# The Senri Tower
The Senri Tower (ザ・千里タワー) est un gratte-ciel de 164 m de hauteur, situé dans la ville de Toyonaka dans l'agglomération d'Osaka. Il a été construit  de 2007 à 2009.
Il abrite des logements sur 50 étages pour une surface de plancher de 256,685 m², ce qui est considérable pour un gratte-ciel.
C'est le plus ancien et le deuxième plus haut immeuble de Toyonaka après la CIELIA Tower Shenri-Chuo, achevée en 2019 .
L'immeuble a été conçu par la société Takenaka Corporation.